# Sobradiel
Sobradiel ist ein Ort und eine Gemeinde (municipio) mit 1.127 Einwohnern (Stand: 2024) im Zentrum der Provinz Saragossa in der Autonomen Region Aragonien im Nordosten Spaniens.

## Lage und Klima
Sobradiel liegt gut 18 km (Fahrtstrecke) nordwestlich der Provinzhauptstadt Saragossa in einer Höhe von ca. 215 m am Ebro. 
Das Klima ist gemäßigt bis warm; der eher spärliche Regen (ca. 362 mm/Jahr) fällt übers Jahr verteilt.

## Bevölkerungsentwicklung
| Jahr      | 1970 | 1981 | 1991 | 2001 | 2011 | 2021 |
| Einwohner | 604  | 565  | 598  | 646  | 979  | 1150 |

## Sehenswürdigkeiten
- Turm von Candespina
- Jakobuskirche
- Rathaus